# Прокшино (Вытегорский район)
Прокшино — деревня в Вытегорском районе Вологодской области. Входит в состав Кемского сельского поселения, с точки зрения административно-территориального деления — центр Кемского сельсовета.

## География
Расположена на правом берегу реки Шейручей. Расстояние до районного центра Вытегры по автодороге — 108 км, до центра муниципального образования посёлка Мирный по прямой — 9 км. Ближайшие населённые пункты — Игнатово, Мироново, Прячево.

## История
Согласно административно-территориальному деление Вологодской области на 1940 год входила в Чернослободский сельсовет Ковжинского района

## Население
| 2010 |
| ---- |
| 136  |

По переписи 2002 года население — 147 человек (70 мужчин, 77 женщин). Всё население — русские.

## Инфраструктура
Личное подсобное хозяйство с зоной сельскохозяйственного использования, индивидуальная застройка усадебного типа.
Дом культуры.

## Транспорт
Деревня доступна автотранспортом. 